# أكسيد الألومنيوم الثنائي
أكسيد الألومنيوم الثنائي أو أول أكسيد الألومنيوم مركب من الألومنيوم و الأكسجين مع الصيغة الكيميائية AlO. تم اكتشافه في المرحلة الغازية بعد انفجار قنابل ألمنيوم في الغلاف الجوي العلوي وفي أطياف الامتصاص النجمي.